# Dinamo Astrachań
Dinamo Astrachań (ros. Футбольный клуб «Динамо» Астрахань, Futbolnyj Kłub "Dinamo" Astrachań) – rosyjski klub piłkarski z siedzibą w Astrachaniu.

## Historia
Piłkarska drużyna Dinamo została założona w Astrachaniu w czasach Związku Radzieckiego. Klub występował w Mistrzostwach obwodu astrachańskiego. W sezonie 1994 startował w Mistrzostwach Rosji spośród zespołów kultury fizycznej.